# Euselasia eucardia
Euselasia eucardia är en fjärilsart som beskrevs av Hans Ferdinand Emil Julius Stichel 1920. Euselasia eucardia ingår i släktet Euselasia och familjen Riodinidae. Inga underarter finns listade i Catalogue of Life.